# Denizli (poule)
Pour les articles homonymes, voir Denizli.
La denizli est une race de poule domestique originaire de Turquie. Elle est reconnue parmi les 108 races de poule du British Poultry Standard.

## Description
Cette race est surtout réputée pour la durée en temps de son chant qui peut atteindre 20 secondes voire plus. Le coq donne son nom à une fameuse türkü (chanson populaire) nommée Denizli horozları (Les coqs de Denizli). 

### Origine
Cette race est originaire de la ville de Denizli en Turquie

### Standard officiel

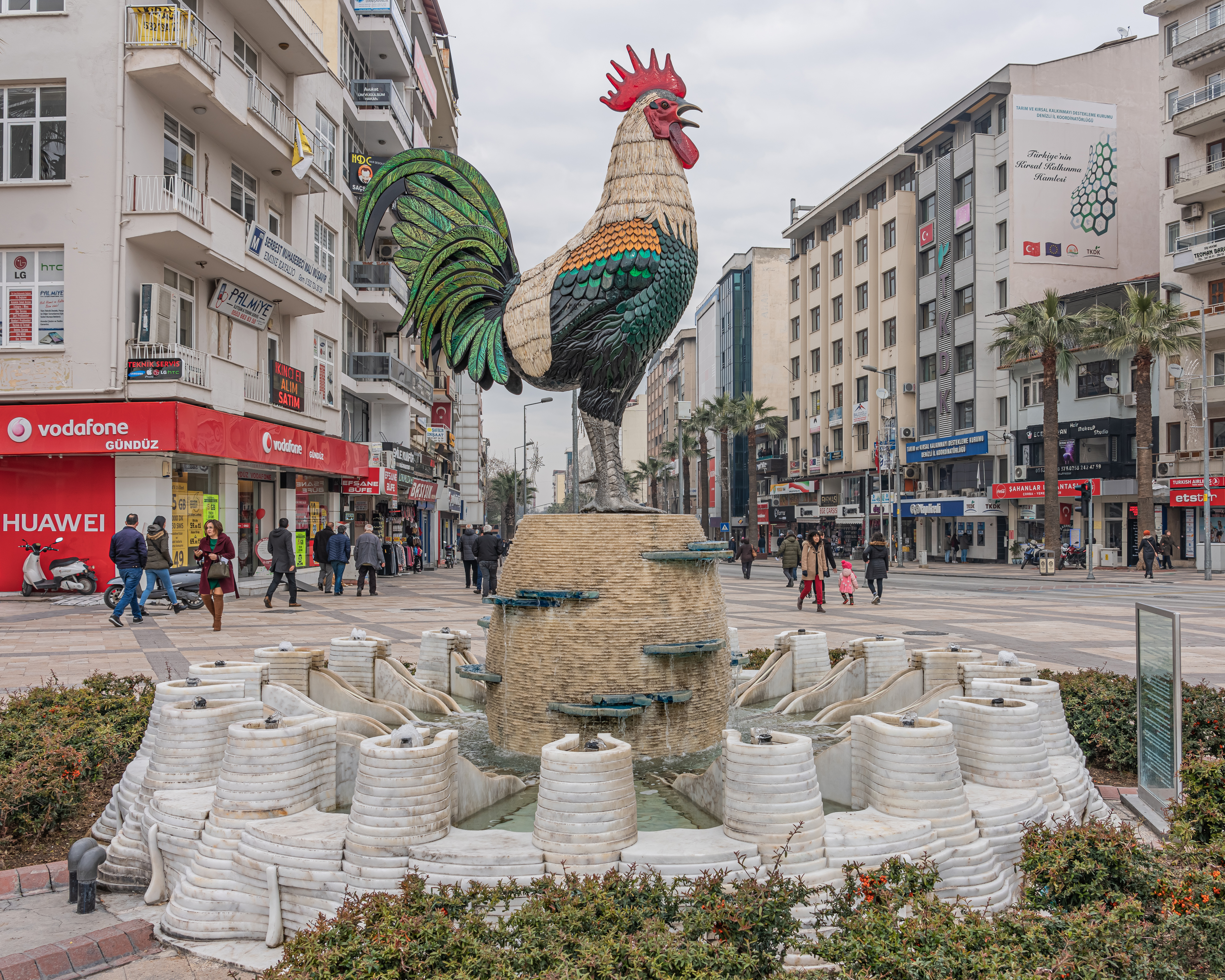
Monument à Denizli

- Masse idéale : Coq : 2,3 à 3 kg ; Poule : 2 à 2,5 kg
- Crête : simple
- Oreillons : rouges
- Couleur de la peau : blanche
- Couleur des tarses : gris
- Variétés de plumage : Argenté-saumoné / doré-saumoné / noir
- Œufs à couver : min. 55g, coquille blanche
- Diamètre des bagues : Coq : 20mm ; Poule : 18mm

## Sources
- Le Standard officiel des volailles (Poules, oies, dindons, canards et pintades), édité par la Société centrale d'aviculture de France.